# Hans Lindgren
Hans Lindgren (Suecia, 24 de mayo de 1933 - 1 de febrero de 2016) fue un atleta  especializado en la prueba de 4x400 m, en la que consiguió ser medallista de bronce europeo en 1958.

## Carrera deportiva
En el Campeonato Europeo de Atletismo de 1958 ganó la medalla de bronce en los relevos de 4x400 metros, llegando a meta en un tiempo de 3:10.7 segundos, tras Reino Unido (oro con 3:07.9 segundos que fue récord de los campeonatos) y Alemania del Oeste (plata).